# تاکسی دیوانه ۲
«تاکسی دیوانه ۲» (انگلیسی: Crazy Taxi 2) یک بازی ویدئویی در سبک بازی ویدئویی مسابقه‌ای است که توسط سگا و در سال ۲۰۰۱ و در پلت‌فرم دریم‌کست منتشر شده‌است.